# Kościół św. Rodziny w Pile
Kościół pw. św. Rodziny w Pile – rzymskokatolicki kościół parafialny należący do parafii Świętej Rodziny w Pile, dekanatu Piła, diecezji koszalińsko-kołobrzeskiej, metropolii szczecińsko-kamieńskiej, zlokalizowany w mieście Piła, w powiecie pilskim, w województwie wielkopolskim. Mieści się przy ulicy Jana Bosko.

## Historia
Budowę kościoła rozpoczął ksiądz Adalbert Lenz. Tablica pamiątkowa jemu poświęcona mieści się pod emporą muzyczną budowli. Świątynia powstała według projektu berlińskiego architekta Oskara Siedego. 
Świątynia pełniła rolę katedry administracji apostolskiej, czyli „Niezależnej Prałatury Pilskiej”, którą przeniesiono z Tuczna do Piły w 1926 roku.

## Architektura
Jest to budowla neobarokowa, wybudowana w latach 1912–1915 na planie krzyża. Budulcem świątyni były: cegła i kamienne fundamenty. W kamieniu zostały wykute także portale, posadzki i schody prowadzące na wieżę. 
Wnętrze jest zakończone ceglanymi sklepieniami. Pierwotnie dach został pokryty dachówką ceramiczną, od 1983 roku jest pokryty blachą z miedzi. Nawa główna, poprzeczna (transept) i prezbiterium są tej samej wysokości a nawy boczne o połowę niższe. Prezbiterium jest zakończone pięciokątną absydą. Przylegają do niej: od południa – zakrystia od północy – kaplica. Od zachodu nad kościołem mieszczą się dwie wieże. W jednej z nich wiszą 4 dzwony - trzy staliwne i jeden spiżowy. Trzy staliwne dzwony zostały odlane 1922 roku w Bochum. W 2021 dzwony przeszły renowacje.
We wnętrzu nawa główna od bocznych jest oddzielona filarami, tworzącymi łukiem koszowym arkady. Sklepienia są ozdobione malowidłami wykonanymi przez artystę plastyka Henryka Kota i Teodora Szukałę, utrzymanymi w stylu barokowym, przedstawiającymi sceny z życia Świętej Rodziny, Św. Jana Bosko i czterech Ewangelistów oraz Orkiestrę Anielską nad chórem. 

## Organy
Prospekt organowy w stylu barokowym z trzema wieżyczkami. Organy o charakterze romantycznym zostały wybudowane przez Paula Voelknera w 1920 roku i są to jedyne organy koncertowe w północnej Wielkopolsce. Posiadają 32 oryginalne, romantyczne głosy.  
Dyspozycja instrumentu: 
| Manuał I                     | Manuał II                    | Pedał                |
| ---------------------------- | ---------------------------- | -------------------- |
| 1. Trompet 8'                | 1. Gedackt 16'               | 1. Posaune 16'       |
| 2. Mixtur 3-4 fach           | 2. Geigenprincipal 8'        | 2. Principalbass 16' |
| 3. Rausch quinte 2 2/3' & 2' | 3. Konzertflöte 8'           | 3. Violon 16'        |
| 4. Cornett 2-4 fach          | 4. Liebl.gedackt 8'          | 4. Subbas 16'        |
| 5. Octav 4'                  | 5. Schalmei 8'               | 5. Gedackt 16' *     |
| 6. Rohrflöte 4'              | 6. Aeoline 8'                | 6. Octavbass 8'      |
| 7. Quintaton 8'              | 7. Vox coelestis 8'          | 7. Cello 8'          |
| 8. Flute harmonique 8'       | 8. Traversflöte 4'           |                      |
| 9. Dolcian 8'                | 9. Principal 4'              |                      |
| 10. Gemshorn 8'              | 10. Violine 4'               |                      |
| 11. Gambe 8'                 | 11. Harmonia aetherea 3 fach |                      |
| 12. Principal 8'             | 12. Horn 8'                  |                      |